# Bàu Trâm
Bàu Trâm là một xã thuộc thành phố Long Khánh, tỉnh Đồng Nai, Việt Nam.
Xã Bàu Trâm có diện tích 14,32 km², dân số năm 2003 là 5.296 người, mật độ dân số đạt 370 người/km².

## Hành chính
Xã Bàu Trâm được chia thành 2 ấp: Bàu Sầm, Bàu Trâm.